# دييغو كيويستا سيلفا
دييغو كيويستا سيلفا (بالإسبانية: Diego Cuesta Silva)‏ هو لاعب اتحاد الرغبي أرجنتيني، ولد في 20 يناير 1963 في بوينس آيرس في الأرجنتين.

## وصلات خارجية
- دييغو كيويستا سيلفا عل موقع إسبنسكروم (الإنجليزية)